# Les Royautés
Pour les articles homonymes, voir Royauté.
Les Royautés est un recueil de poèmes d'Abel Bonnard paru en 1908.

## Historique
Paru en 1908, il reçoit le prix Archon-Despérouses de l'Académie française l'année suivante.

## Résumé
Il comprend « des poèmes d'amour, des mythologies et diverses élégies ».

## Accueil critique
Benjamin Azoulay relève qu'il est partagé.
Charles-Henry Hirsch loue ainsi « l'un des maîtres de la poésie de ce temps ».  Jean-Louis Vaudoyer dira d'une des pièces du recueil, « Hercule et Prométhée », qu'elle constitue « l'un de ces chefs-d'œuvre à demi-ignorés de la poésie française ». Mais d'autres critiques s'avouent déçus, trouvant que le recueil manque de flamme. Reconnaissant en lui un écrivain d'avenir, Pierre Lasserre lui suggère cependant de se vouer plutôt à la prose.